# Evan Dybvig
Evan Dybvig (* 29. Juli 1975 in Hanover) ist ein ehemaliger US-amerikanischer Freestyle-Skier. Er startete in den Buckelpisten-Disziplinen Moguls und Dual Moguls.

## Werdegang
Dybvig startete zu Beginn der Saison 1994/95 in Tignes erstmals im Weltcup und errang dabei den 19. Platz im Moguls. Im weiteren Saisonverlauf erreichte er in Breckenridge mit dem zweiten Platz im Moguls seine erste Podestplatzierung im Weltcup und zum Saisonende den 18. Platz im Moguls-Weltcup. In den folgenden Jahren belegte er bei den Weltmeisterschaften 1997 im Iizuna Kōgen Sukī-jō den siebten Platz und bei den Olympischen Winterspielen 1998 den 31. Rang im Moguls. Zudem sprang er in der Saison 1997/98 beim Weltcup in Breckenridge erneut auf den zweiten Platz im Moguls. In der Saison 1998/99 kam er auf den 16. Platz im Moguls-Weltcup und bei den Weltmeisterschaften 1999 in Meiringen-Hasliberg auf den 38. Rang im Moguls. Nach Platz drei im Moguls in Tandådalen zu Beginn der Saison 1999/2000, sprang sie dreimal unter die ersten Zehn, darunter Platz zwei im Moguls im Deer Valley und erreichte mit dem 15. Platz im Gesamtweltcup sowie mit dem siebten Rang im Moguls-Weltcup seine besten Gesamtergebnisse. Diese Gesamtergebnisse wiederholte er in der Saison 2000/01. Dabei belegte er im Deer Valley und in Mont Tremblant jeweils den zweiten Platz im Moguls. Beim Saisonhöhepunkt, den Weltmeisterschaften im Januar 2001 in Whistler, wurde er Sechster im Moguls-Wettbewerb. In der Saison 2001/02 kam er in Saint-Lary-Soulan mit dem dritten Platz letztmals im Weltcup aufs Podest und startete in Lake Placid letztmals im Weltcup, wobei er den sechsten Platz im Moguls errang. Bei den Olympischen Winterspielen 2002 in Salt Lake City belegte er den 28. Platz im Moguls. Bei US-amerikanischen Meisterschaften siegte er in den Jahren 1994 und 2000 in der Buckelpiste. Nach seiner Sportlerkarriere kaufte er sich im Jahr 2004 die Whaleback Mountain Ski Area in Enfield und betrieb diese bis 2013.

## Erfolge

### Olympische Spiele
- 1998 Nagano: 31. Platz Moguls
- 2002 Salt Lake City: 28. Platz Moguls

### Weltmeisterschaften
- 1997 Iizuna Kōgen: 7. Platz Moguls
- 1999 Meiringen-Hasliberg: 38. Platz Moguls
- 2001 Whistler: 6. Platz Moguls

### Weltcup-Gesamtplatzierungen
Dybvig nahm an 54 Weltcups teil und erreichte 16 Top-Zehn-Platzierungen sowie sieben Podestplatzierungen.
| Saison    | Gesamt | Gesamt | Moguls | Moguls | Dual Moguls | Dual Moguls |
| Saison    | Punkte | Platz  | Punkte | Platz  | Punkte      | Platz       |
| --------- | ------ | ------ | ------ | ------ | ----------- | ----------- |
| 1994/95   | 39     | 52.    | 276    | 18.    | –           | –           |
| 1996/97   | 40     | 57.    | 160    | 21.    | 12          | 43.         |
| 1998/99   | 47     | 32.    | 188    | 16.    | 44          | 23.         |
| 1999/2000 | 78     | 15.    | 388    | 7.     | 76          | 16.         |
| 2000/01   | 64     | 15.    | 372    | 7.     | –           | –           |
| 2001/02   | 36     | 46.    | 216    | 23.    | –           | –           |